# Elif Ulaş
Gamze Elif Ulaş (26 febbraio 1986) è una hockeista su ghiaccio e pattinatrice artistica su ghiaccio turca.
Nel 2001 è giunta seconda ai campionati nazionali turchi juniores di pattinaggio di figura, partecipando poi anche a gare a livello internazionale.
Gioca ad hockey nella squadra dell'Ankara Polis Akademisi. Ha messo a segno la prima rete nella storia della nazionale femminile turca di hockey su ghiaccio in una competizione ufficiale IIHF: il 27 marzo 2007, nella gara contro la nazionale estone valida per il campionato del mondo di IV divisione giocati a Miercurea Ciuc, Romania. La gara è terminata 1-14 per le estoni.